# Benoist Rey
Pour les articles homonymes, voir Rey.
Œuvres principales
Les Égorgeurs
Les Trous de mémoire
Benoist Rey est un imprimeur, typographe et écrivain libertaire français né à Paris le 2 juin 1938.

## Biographie
Benoist Rey accomplit son service militaire pendant la guerre d'Algérie. Il arrive en Algérie en septembre 1959 : il devient infirmier dans un commando de chasse chargé de la pacification.
Dès son retour, en octobre 1960, il rédige le journal de cette expérience traumatisante : Les Égorgeurs, publié par Les Éditions de Minuit, est interdit deux jours après sa sortie en avril 1961. Dans le deuxième tome de La Force des choses, Simone de Beauvoir qualifie Les Égorgeurs d'« excellent et affreux livre ».
Benoist Rey fait ensuite paraître Les Trous de mémoire : il y raconte ses souvenirs de jeunesse, de Mai 68, son expérience de restaurateur à l'auberge des Traouquès (en Ariège) et son « voyage pèlerinage » en Algérie en 1975.

## Œuvres
- Les Égorgeurs, éditions de Minuit, 1961 ; Éditions du Monde libertaire / Éditions Los Solidarios, 1999 (Grand prix Ni Dieu ni maître 1999)
- Les Trous de mémoire, 2 vol., Éditions Libertaires, 2006-2007
- Mieux vaut boire du rouge que broyer du noir, Éditions Libertaires, 2011